# Bischofberg (Ybbstaler Alpen)
Der Bischofberg ist eine 751 m ü. A. hohe Erhebung der Ybbstaler Alpen im Gebiet der Gemeinde Ertl, an der oberösterreichischen Landesgrenze bei Maria Neustift, in der Eisenwurzen des Mostviertels, Niederösterreich.

## Lage und Landschaft
Der Bischofberg liegt im Hügelland der Eisenwurzen-Region, zwischen Oberösterreichischem Ennstal und Ybbstal, in direkter Verlängerung des Neustiftgrabens, der von Südwesten von Großraming heraufkommt, und des Redtenbachs von Waidhofen an der Ybbs im Osten.

Der Berg ist eine offene, mit zwei Waldinseln und vier Gehöften bestandene Kuppe oberhalb Maria Neustift.
An diesem Berg und dem benachbarten höheren Freithofberg (958 m ü. A.), der Schulter des Feichtecks, fließen die Gewässer nahezu sternförmig in alle Richtungen ab:
- Der Ramingbach entspringt im Süden der Erhebung, umrundet sie westlich und strebt dann gegen Nordwesten der Stadt Steyr an der Enns zu.
- Am Nordhang des Bischofbergs liegt der Urlursprung (im Wald Weidenberg), die Url strebt ebenfalls nordwest, knickt beim Verlassen der Alpen ostwärts und mündet bei Amstetten in die Ybbs.
- Im Nordosten, in Großau entspringt der Kohlenbach zur Url.

Wenig weiter östlich am Freithofberg aber entspringen Nellingbach nach Nordosten gegen Böhlerwerk an der Ybbs hin, Redtenbach nach Osten nach Waidhofen, und im Süden Hundsbach ostwärts zum Neustiftbach und dann Südost zur Enns.
Gleichzeitig bildet der Bischofberg eine natürliche Einschartung in der Gipfelflur der Ybbstaler Alpen, die das oberösterreichische Ennstal mit dem östlichen Mostviertel verbindet, südlich und östlich liegen Feichteck (1114 m ü. A.), Lindauer Berg (1103 m ü. A.) und Spindeleben (1077 m ü. A.) oberhalb Weyer und Gaflenz, westlich Glasenberg (971 m ü. A.) und Spadenberg (1000 m ü. A.). Nordöstlich liegen Briefberg (837 m ü. A., mit Sender) und Hirschberg (857 m ü. A.), dann fällt das Mostviertel gegen die Donau hin ab.
Geologisch noch Kalkvoralpen, rechnet sich der Bischofberg hydrographisch (nach Trimmel 1962) zu Flyschzone und Alpenvorland zwischen Enns und Erlauf (die Grenze zu den Ybbstaler Voralpen läuft südlich des Bergs vorbei), nach oberösterreichischer Landesgeographie zu den Enns- und Steyrtaler Flyschbergen, und allgemein den Ybbstaler Alpen.

## Zum Namen
Der Bischof-Name bezieht sich wohl auf die Grenze der Bistümer Linz und St. Pölten. Die Steyrer Traungauer, die die Mark an der Mur erschlossen hatten, waren Anfang des 12. Jahrhunderts zunehmend in die Grazer Gegend übersiedelt und bildeten die heutige Steiermark. 1138 tauschte Sophie, Witwe Leopold I. des Starken und Regentin für Ottokar (III. der Steiermark), mit Erzbischof Konrad I. den Ort Weyer, und später die ganze Herrschaft Gaflenz, als Morgengabe ihr Eigenbesitz, an das Kloster Garsten. Damit wurde die Pfarre Gaflenz, ursprünglich eine Filiale von Waidhofen an der Ybbs, in den Grenzen Neustiftergrabenbach und Frenzbach zur Pfarre erhoben. Auch Großraming ist eine Garstener Gründung. Seit 1490, unter Friedrich III., gehört das Gebiet zu Österreich ob der Enns. Als 1784 durch Kaiser Joseph II. die Diözese Passau zum Verzicht auf ihre Pfarren in Ober- und Niederösterreich zwang, und die Bistümer Linz und St. Pölten gründete, war der Bischofberg markante Diözesan- und auch Kirchenprovinzgrenze.

## Geologie

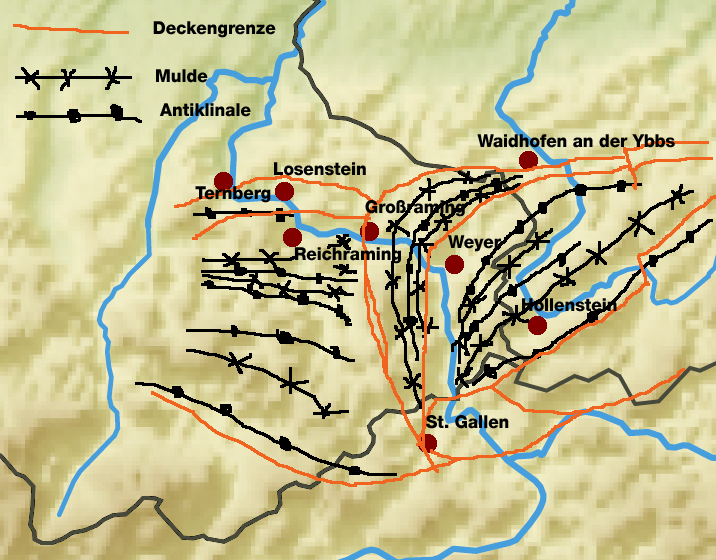
Skizze der Weyerer Bögen, Bischofberg nördl. Weyer am Nordende des Bogens

Der Bischofberg liegt mitten in den Weyerer Bögen, einer Scherzone, in denen sich die Längsrichtung der Alpenzüge auf Nord–Süd dreht. Darin liegt die hydrographische Situation begründet.
Der Berg selbst besteht aus einer Scholle triassischer (Kössener Schichten, Frankenfelser Decke) und jurassischer Kalke (Vilser-Kalke des Dogger) im Hauptdolomit des Cenoman der Cenomanklippenzone.

## Wanderwege
Die Österreichischen Weitwanderwege 04 Voralpenweg und 06 Mariazeller Wege, die hier ein Stück weit gemeinsam laufen, führen, von Waidhofen kommend, über der Bischofberg nach Maria Neustift, und dann weiter über den Spadenberg nach Garsten im Ennstal.